# Composition B

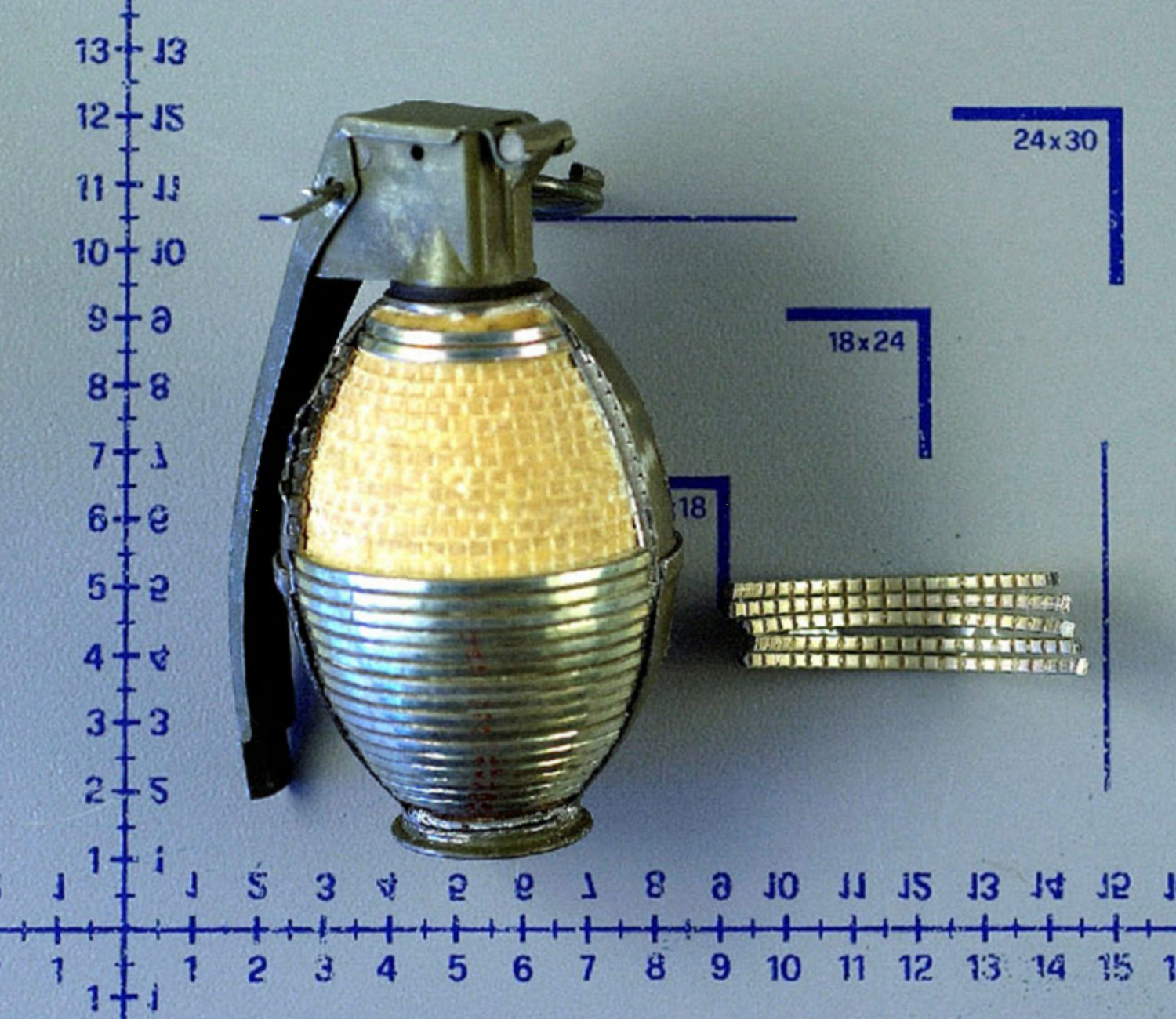
Немецкая граната DM41 со взрывчатым веществом Composition B. Этот образец был разобран, чтобы показать осколочную гильзу и заряд.

Composition B (рус. композиция B, сокр. «comp B») — смесевое взрывчатое вещество, представляющее собой взвесь порошка гексогена (RDX) в расплаве тринитротолуола (TNT), заливаемую непосредственно в изделие, где смесь застывает. Используется в артиллерии для снаряжения снарядов, ракет, мин, гранат и некоторых других боеприпасов. Использовалось также в качестве «быстрой взрывчатки» в первых атомных бомбах США.

## Состав
Стандартный состав композиции В — 59,5 % (весовых) RDX (скорость детонации 8750 м/с) и 39,4 % TNT (скорость детонации 6900 м/с) с добавлением 1 % парафина.

## Характеристики
- Плотность: 1650 кг/м3
- Скорость детонации: 8050 м/с

## Использование
«Композиция B» широко использовалась в США до начала 1950-х годов. В настоящее время заменена более пожаробезопасными ВВ. Некоторые производители, такие как Mecar, до сих пор используют «композицию B» в своей продукции.
Термином «Composition B» называют также циклотол, в котором содержание RDX выше (до 75 %).
Вопреки распространённому мнению, в советской бомбе РДС-1 использовалась не эта композиция, а отечественная марка взрывчатки ТГ-50, в которой содержатся равные количества гексогена и тротила.